# SEAT el-Born
SEAT el-Born je připravovaný první elektromobil španělské automobilky SEAT, který byl v roce 2019 představen jako koncept. Vůz postavený na koncernové platformě Volkswagen Group MEB by se měl od roku 2020 vyrábět v německém závodě ve Cvikově. Název auta vychází z jedné čtvrti v Barceloně, která se jmenuje El Born.

## Specifikace
Vůz bude vybaven elektromotorem o výkonu 150 kW, jenž bude dle automobilky umožňovat zrychlení u 0 na 100 km/h za 7,5 sekundy. Díky baterii s kapacitou 62 kWh pak bude dle měřícího cyklu WLTP možný dojezd 420 km. Interiér konceptu je vybaven 10" dotykovým displejem položeným na šířku. Vůz pak dle automobilky bude mít možné autonomní řízení druhé úrovně, tedy takové, které zvládne samo ovládání volantu, brzd a plynu v rámci jízdního pruhu.

## Galerie

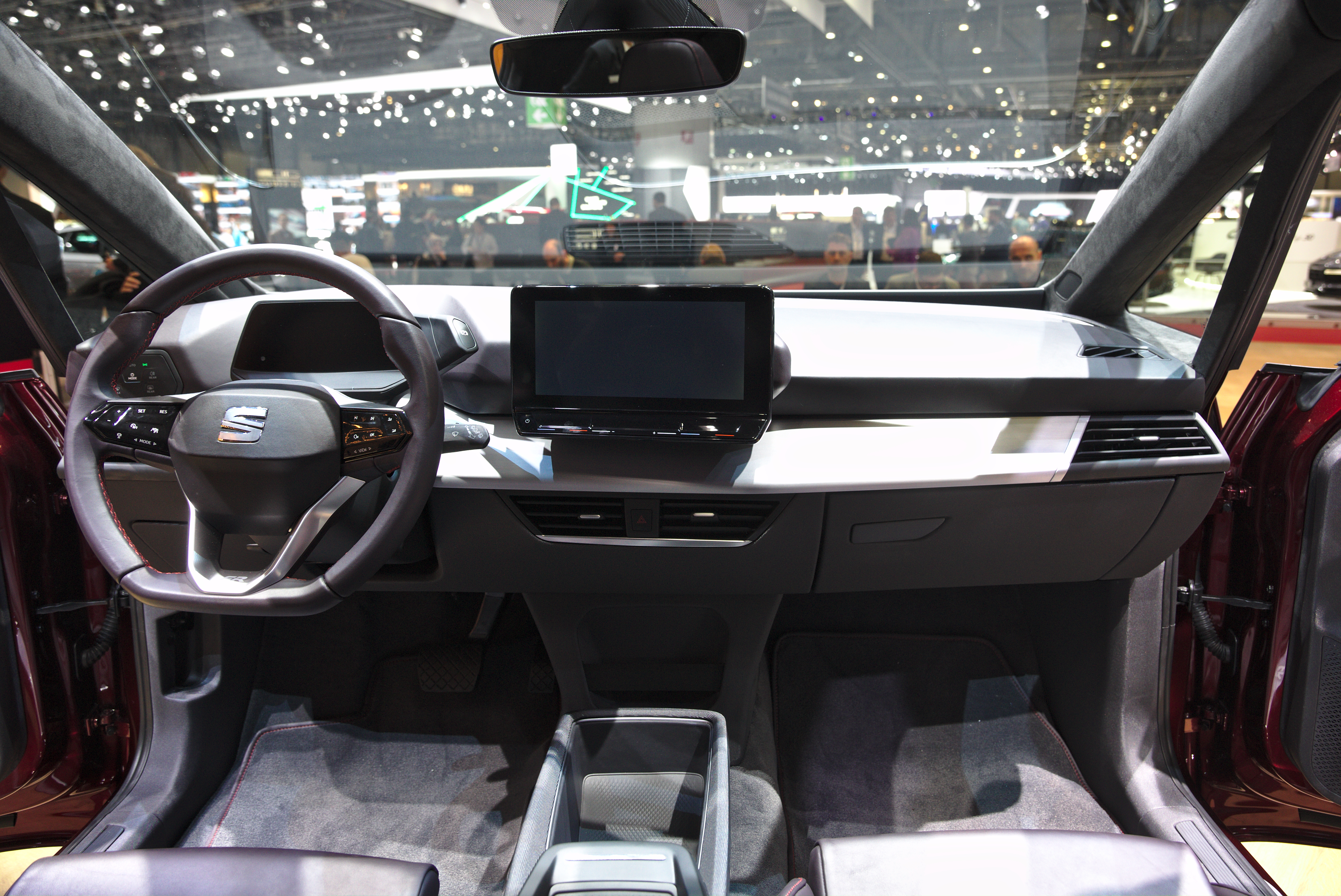
Interiér konceptu vozu